# Arnold von Brescia

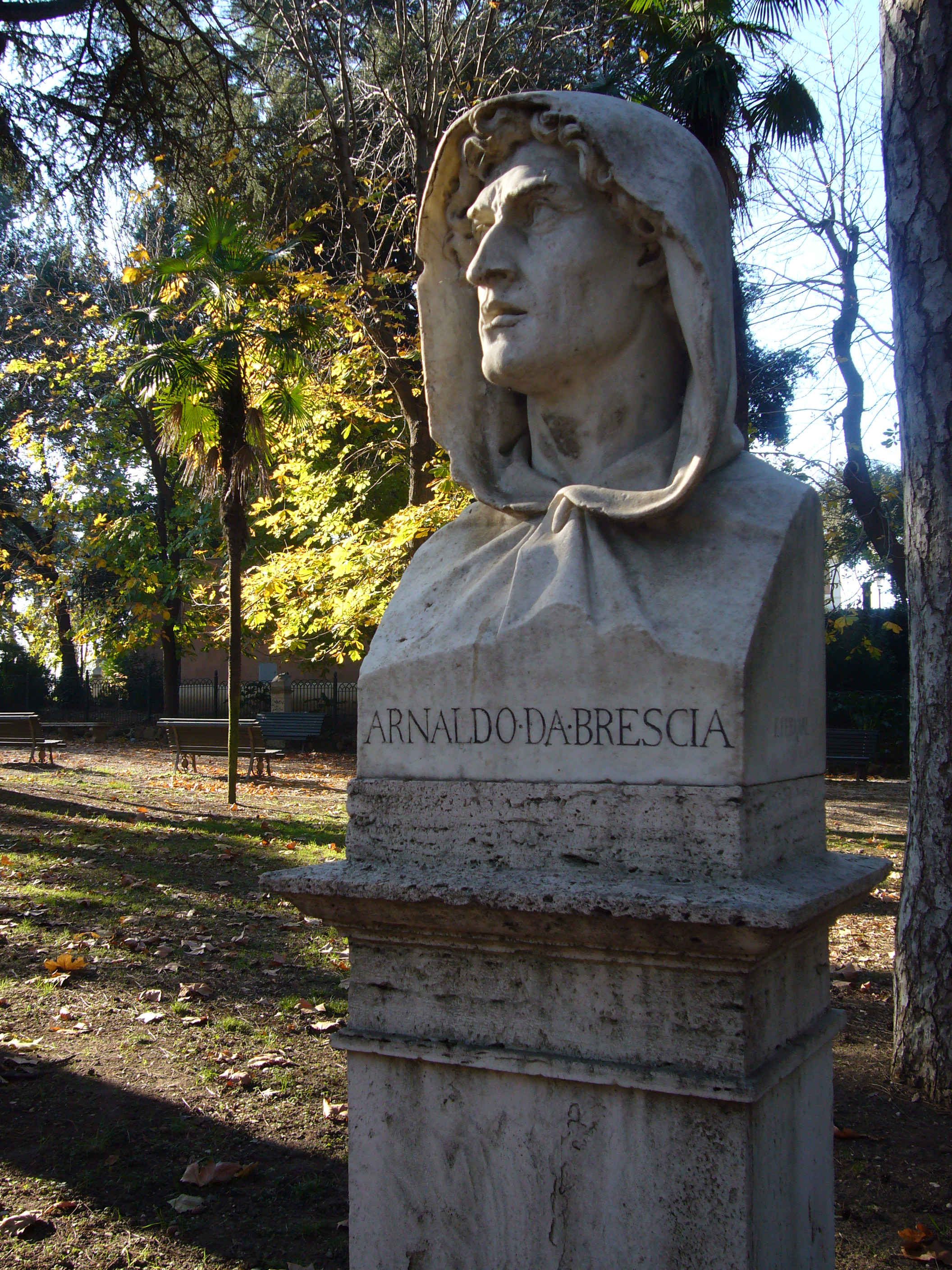
Arnold von Brescia, Büste von G. Marini (1871), Pincio, Rom

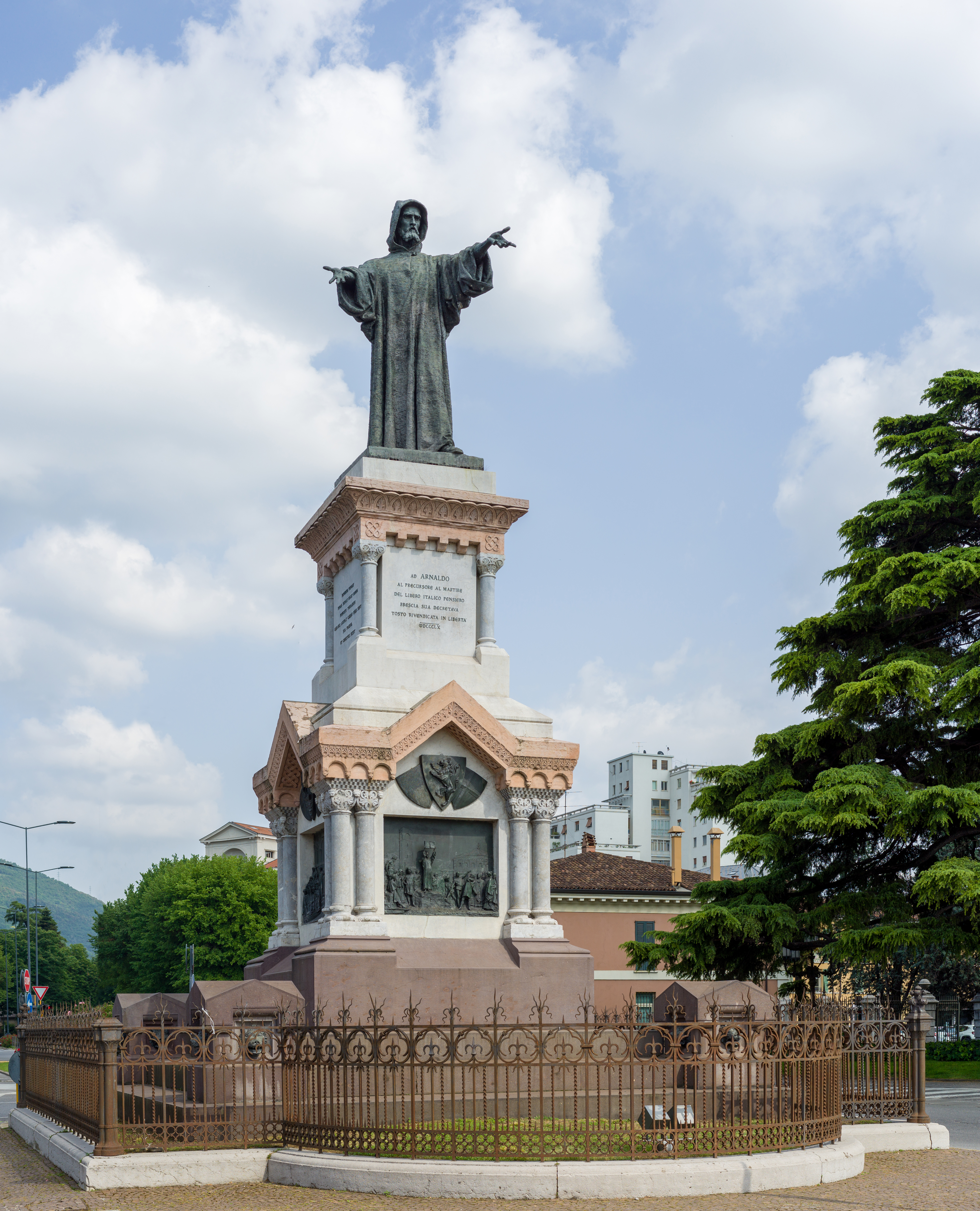
Arnolddenkmal in Brescia (1882), Statue von Odoardo Tabacchi

Arnold von Brescia (* um 1090 in Brescia; † 1155) war ein italienischer Regularkanoniker und Prediger. Im Hinblick auf eine Kirchenreform vertrat er die Auffassung, auch der Säkularklerus solle nach Vorbild der Mönche Besitzlosigkeit und Ehelosigkeit üben und auf jede politische Macht verzichten. Arnold war einer der Führer der Römischen Kommune und wurde 1155 im Verlauf des Romzugs Friedrich Barbarossas hingerichtet.
Arnold von Brescia gehört zu den umstrittensten Figuren des 12. Jahrhunderts. Dies liegt nicht zuletzt an der Quellenlage: Über ihn gibt es kaum mehr als ein halbes Dutzend Berichte, praktisch alle aus der Feder seiner Feinde.

## Leben

### Erstes Auftreten und Exil
In den späten 1130er Jahren unterstützte Arnold, damals wohl Abt einer Gemeinschaft von Augustiner-Chorherren, die Kommune von Brescia in ihrem Kampf gegen den weltlichen Oberherren der Stadt, Bischof Manfred von Brescia, wobei er die Auffassung vertrat, auch der Säkularklerus solle nach Vorbild der Mönche Besitzlosigkeit und Ehelosigkeit üben und auf politische Macht verzichten, da nur auf diese Weise würdige Männer Priester werden würden. Diese Forderung war zu seiner Zeit durchaus nicht neu: So hatte etwa die norditalienische Pataria-Bewegung bereits einen würdigen, von Sünde unbefleckten, besitzlosen und zölibatären Klerus gefordert. Im Zug dieser Ereignisse wurde Arnold beim Papst angezeigt und 1139 auf dem Zweiten Laterankonzil verurteilt. Er musste seine Heimatstadt verlassen und zog ins Exil nach Frankreich.

### Aufenthalt in Frankreich
In Frankreich suchte Arnold die Nähe des Theologen Abaelard. Arnold soll in der französischen Hauptstadt in bitterster Armut gelebt haben und mit seinen Schülern um Almosen bettelnd von Tür zu Tür gezogen sein.  Bischof Otto von Freising berichtete, Arnold sei schon vor seinem Exil ein Schüler Abaelards gewesen, doch wurde schon mehrfach an der Richtigkeit dieser Aussage gezweifelt.
Möglicherweise verteidigte er den der Irrlehre angeklagten Abaelard auf dem Konzil von Sens am 25. Mai 1141 gegen Bernhard von Clairvaux. Jedenfalls traf die folgende päpstliche Verurteilung vom 16. Juli 1141 sowohl Abaelard als auch Arnold.
Nach John of Salisbury missachtete Arnold den päpstlichen Urteilsspruch und setzte im Herbst/Winter 1141 Abaelards Lehrtätigkeit bei St. Hilarius auf dem Genovevaberg fort. Erst die Intervention Bernhards von Clairvaux beim französischen König beendete Arnolds Aufenthalt in Frankreich.
In Bernhard hatte Arnold einen ebenbürtigen Gegner gefunden. Die beiden Männer glichen sich in ihrer asketischen Lebensweise und in ihrem Ziel, der Reform von Kirche und Klerus. Beide beeindruckten durch die Kraft ihrer Predigt auch über Sprachgrenzen hinweg; einzig die Mittel, die sie zur Durchführung der Kirchenreform predigten, standen sich diametral gegenüber. Während Arnold die Reform der Kirche durch einen Rückzug des Klerus aus der Welt zu erreichen suchte, sprach sich Bernhard dafür aus, den Klerus durch Positionierung an der Spitze der gesellschaftlichen Hierarchie zu innerer Reform anzuhalten.

### Aufenthalt in Zürich und bei Kardinal Guido
Arnold begab sich nach Zürich in der Diözese Konstanz. Hier dürfte er bei den Chorherren von St. Martin am Zürichberg Zuflucht gefunden haben, zumal dieser Konvent der Reform des Klerus besonders offen gegenüberstand. Auch in Zürich lässt sich die Wirksamkeit von Arnolds Predigt nur schwer abschätzen, zumal er (entgegen den Annahmen der Historiker des 18. und 19. Jahrhunderts) wohl nur recht kurze Zeit in der Stadt anwesend war; einige wenige Indizien legen jedoch die Vermutung nahe, dass er gerade unter den Adeligen der Region einen gewissen Anhang gehabt haben dürfte. Lange dauerte sein Wirken in jedem Fall nicht, da schon bald ein Brief Bernhards von Clairvaux beim Bischof von Konstanz eintraf, in dem er den Bischof mit scharfen Worten vor Arnold warnt: „O wäre seine Lehre so vernünftig, wie sein Leben streng ist! Er ist, wenn Ihr es wissen wollt, ein Mensch, der nicht isst und nicht trinkt, der nur mit dem Teufel hungert und dürstet nach dem Blut der Seelen.“ (Ep. 195, 1)
Der Brief scheint Wirkung gezeigt zu haben; jedenfalls erfahren wir aus einem weiteren Schreiben Bernhards an einen gewissen Kardinal Guido, dass sich Arnold nun bei diesem aufhalte. Offenbar handelt es sich hier um jenen Kardinal, der als päpstlicher Legat Böhmen visitierte. Bernhard warnt den Kardinal vor „Arnold von Brescia, dessen Rede Honig und dessen Lehre Gift ist, der den Kopf einer Taube und den Schwanz eines Skorpions hat.“ (Ep. 196, 1) Kardinal Guido scheinen Bernhards Worte  aber weniger beeindruckt zu haben als den Bischof von Konstanz, und in seinem Gefolge gelangte Arnold um 1143 oder 1145/46 nach Rom.

### Römische Kommune und Tod
In Rom hatte sich schon seit dem Beginn der 1140er Jahre eine kommunale Bewegung nach dem Vorbild der Pataria in den norditalienischen Städten gebildet. Die Situation hier unterschied sich jedoch von Anfang an in drei wesentlichen Punkten von der im Norden Italiens:
- Beim weltlichen Oberherren von Rom handelte es sich nicht um irgendeinen Bischof oder Fürsten, sondern um den Papst, was den Konflikt zwischen Kommune und Bischof zu einem Problem europäischer Dimension machte, der früher oder später auch den Kaiser auf den Plan rufen musste.
- Die Römische Kommune war finanziell von den Pilgern abhängig. Voraussetzung dieser Einnahmen war jedoch das Papsttum selbst, denn nur seine Präsenz in der Stadt zog diese Pilger auch hierher. Das führte in den Jahren der Erhebung zu der merkwürdigen Situation, dass sich Papst und Kommune gerade zu den Festtagen um Ostern und Weihnachten auf einen Frieden einigten, während sich die Kommune ansonsten kampfbereit zeigte.
- Im Unterschied zu anderen Kommunen und in dezidiertem Rückgriff auf antike Größe bildete die Römische Kommune einen Senat, was sich gerade in ihren Schreiben an König Konrad III. ausdrückte.

In dieser Situation trat nun Arnold von Brescia mit seiner Forderung nach Rückzug des Klerus von weltlichen Geschäften für die Kommune ein. „Priester, die Güter haben, Bischöfe mit Lehen und Mönche mit Eigentum werden verdammt.“ Es dauerte nicht lange und er wurde selbst zum regen Unterstützer der Kommune. Gegen die päpstliche Kurie polemisierte er: „diese Wechselstube und Mördergrube“.
Nachdem mehrere Päpste den Konflikt mit der Kommune nicht zu lösen im Stande waren, erkannte Papst Hadrian IV. nach dem Antritt seines Pontifikats in Arnold von Brescia jene Person, die ihm am meisten im Weg stand. Der Papst belegte Rom kurz vor Ostern 1155 mit dem Interdikt und forderte die Verbannung Arnolds. Nach einigen Tumulten entsprachen die Römer schließlich am Mittwoch vor Ostern, dem 23. März, dieser Forderung. Arnold musste die Stadt verlassen und floh nach Tuszien. Dort wurde er durch Truppen des Kardinaldiakons Oddo Frangipane gefangen genommen, von einem Vizegrafen von Campagnatico aber befreit, der ihn bei sich beherbergte.
Mittlerweile näherte sich Friedrich Barbarossa mit einem Heer. Der Papst sandte ihm drei Kardinäle nach S. Quirico in die Toscana entgegen, um über die Modalitäten einer Kaiserkrönung zu verhandeln. Die päpstlichen Gesandten forderten unter anderem die Auslieferung Arnolds. Daraufhin schickte Barbarossa Truppen nach Campagnatico; sie konnten einen der Vizegrafen gefangen nehmen und erwirkten so die Preisgabe Arnolds. Dieser wurde den Kardinälen übergeben und im Juni 1155 an einem unbekannten Ort erhängt. Sein Leichnam wurde verbrannt und die Asche in den Tiber gestreut, damit seinen Anhängern keine Reliquien zur Verehrung verblieben.
Das harsche Vorgehen gegen Arnold fand schon unter den Zeitgenossen viele Kritiker, etwa bei Gerhoch von Reichersberg.

## Arnoldisten
Problematisch stellt sich der Begriff „Arnoldisten“ dar. Zwar taucht dieser als Name einer Gruppe seit 1184 immer wieder in päpstlichen und kaiserlichen Edikten gegen die Häresien der Zeit auf, doch bleibt fraglich, ob es sich dabei wirklich um Anhänger der Lehren Arnolds von Brescia handelt. Die vornehmlich von Arsenio Frugoni vorgebrachten Argumente für eine solche Herleitung der Arnoldisten von Arnold wurden bereits von Francesco Cognasso und in jüngerer Zeit von Grado Giovanni Merlo angezweifelt. Eine endgültige Entscheidung lässt sich auf der Basis der vorhandenen Quellen jedoch nur schwer fassen, so Schmitz-Esser 2007. Auch die Schüler von Arnaldus de Villanova wurden Arnoldisten genannt.
Unstrittig ist hingegen, dass der Begriff „Arnoldisten“ spätestens seit der Gegenreformation eine zentrale Rolle in der Rezeptionsgeschichte Arnolds von Brescia spielt, da nun Arnold gerade für katholische Autoren wie Cesare Baronio und Jakob Gretser zum Vorläufer zeitgenössischer Gegner wie Martin Luther, Ulrich Zwingli oder Johannes Calvin wurde.

## Rezeptionsgeschichte
Die bis heute modern anmutende These von der Armut der Kirche machte Arnold von Brescia gerade in der Neuzeit zu einem beliebten Thema historischer Betrachtungen. Dabei haben sich zahlreiche Bilder von Arnold etabliert, unter denen zweifellos die Sicht Arnolds als Einiger Italiens im 19. Jahrhundert zu seiner größten Berühmtheit geführt hat. Hier wurde er in einer Tragödie Giovanni Battista Niccolinis verewigt (1843, 1845 von Bernhard von Lepel ins Deutsche übersetzt). In Brescia errichtete man ihm 1882 eine Statue, deren Enthüllung zu einem „Streit um das Monument“ (Frugoni) geführt hat. Spätestens seit dem Faschismus war die Bedeutung Arnolds von Brescia für eine tagespolitische Verwendung jedoch im Sinken begriffen, was seine wissenschaftliche (aber nicht weniger zielgerichtete) Aufarbeitung zur Folge hatte.
In der Schweiz, namentlich in Zürich, wurde Arnold seit dem 16. Jahrhundert eingehend rezipiert; sein in den Quellen belegter Aufenthalt in Zürich führte dazu, dass man in ihm nicht nur einen Vorläufer Zwinglis, sondern auch einen Stifter des Freiheitswillens der Schweizer erkennen wollte: Wilhelm Tell und selbst der Rütlischwur seien von ihm beeinflusst gewesen. Der berühmte Johann Jakob Bodmer widmete seinem berühmten Mitbürger gleich zwei Theaterstücke, die den Kult um Arnold von Brescia in Zürich weiter anheizten.
Im Jahre 1859 wurde das Liceo classico Arnaldo in Brescia nach ihm benannt.
Auf unser heutiges Bild wirkt sich der Ansatz der sozialistischen Forschung am deutlichsten aus. Zwar nennt noch Friedrich Engels Arnold einen bürgerlichen Reformator vom Schlage Luthers, der mit den sozialreformerischen Ideen eines Thomas Müntzer nur wenig gemein habe, doch entwickelt sich dieses Bild im 19. und 20. Jahrhundert in der sozialistischen Forschung (etwa bei Karl Kautsky) hin zu einem Sozialreformer. Noch heute wird Arnolds Lehre gern mit sozialreformerischen Ideen in Verbindung gebracht (so jüngst bei Strothmann 1997), doch zeigen neuere Forschungen, dass die Quellen diese Sicht nicht zwingend nahelegen (Schmitz-Esser 2004). Unter den Rezeptionsbildern dürften wohl die Bezeichnungen als Schismatiker und Kirchenreformer am ehesten die historische Wirklichkeit treffen.

### Sekundärliteratur
- Martin Gabathuler: Arnold von Brescia. In: Historisches Lexikon der Schweiz.  26. November 2002.
- Romedio Schmitz-Esser: Arnold von Brescia im Spiegel von acht Jahrhunderten Rezeption. Ein Beispiel für Europas Umgang mit der mittelalterlichen Geschichte vom Humanismus bis heute. Wien/Berlin/Münster 2007. (LIT Geschichte 74)
- Romedio Schmitz-Esser: Ein Beispiel für Grenzüberschreitung im 12. Jahrhundert: Arnold von Brescia. In: Ulrich Knefelkamp, Kristian Bosselmann-Cyran (Hrsg.): Grenze und Grenzüberschreitung im Mittelalter. Berlin 2007, S. 243–255.
- Romedio Schmitz-Esser: Giuseppe Mazzini im 12. Jahrhundert. Zur Rezeption Arnolds von Brescia in Italien zwischen 1750 und 1850. In: Römische Historische Mitteilungen 47 (2005), S. 369–394.
- Romedio Schmitz-Esser: Arnold of Brescia in Exile: April 1139 to December 1143 – His Role as a Reformer, Reviewed. In: Laura Napran, Elisabeth van Houts (Hrsg.): Exile in the Middle Ages. Selected Proceedings from the International Medieval Congress, University of Leeds, 8-11 July 2002. Turnhout 2004, S. 213–231.
- Romedio Schmitz-Esser: In Urbe, quae caput mundi est. Die Entstehung der römischen Kommune (1143–1155). Über den Einfluss Arnolds von Brescia auf die Politik des römischen Senats. In: Innsbrucker Historische Studien. 23/24 (2004), S. 1–42.
- Jürgen Strothmann: Arnold von Brescia. Christentum als soziale Religion. In: Theologie und Glaube. 87 (1997), S. 55–80.
- Grado Giovanni Merlo: Heresis Lumbardorum e Filii Arnaldi: note su Arnaldismo e Arnaldisti. In: Nuova Rivista Storica. 78 (1994), S. 87–102.
- Ingrid Baumgärtner: Arnold von Brescia. In: Lexikon für Theologie und Kirche. 3. Auflage. Freiburg/Basel/Rom/Wien 1993, S. 1022.
- Grado Giovanni Merlo: La storia e la memoria di Arnaldo da Brescia. In: Studi Storici. 32/4 (1991), S. 943–952.
- Maurizio Pegrari (Hrsg.): Arnaldo da Brescia e il suo tempo. Brescia 1991.
- Grado Giovanni Merlo: Eretici ed eresie medievali. Bologna 1989. (Universale Paperbacks Il Mulino 230)
- Raoul Manselli: Arnold von Brescia. In: Lexikon des Mittelalters (LexMA). Band 1. Artemis & Winkler, München/Zürich 1980, ISBN 3-7608-8901-8, Sp. 1005 f.
- George William Greenaway: Arnold of Brescia. Cambridge 1978 (1. Aufl. 1931).
- Francesco Cognasso: „Filii Arnaldi“ (Per l’interpretazione di un passo di Ottone Morena). In: Aevum. 32 (1958), S. 184–187.
- Arsenio Frugoni: Arnaldo da Brescia nelle fonti del secolo XII. Turin 1989 (1. Aufl. 1954). (Einaudi Paperbacks 192)
- Naum Abramovic Bortnik: Арнолд Брешианский – борец против католической церкви (dt.: Arnold von Brescia – Kämpfer gegen die katholische Kirche). Moskau 1956.
- Arsenio Frugoni: La fortuna di Arnaldo da Brescia. In: Annali della scuola normale superiore di Pisa. 24, 2. Serie (1955), S. 145–160.
- Pietro Fedele: Fonti per la Storia di Arnaldo da Brescia. Rom 1938. (Testi medievali per uso delle scuole universitarie 1)
- Aldo Ragazzoni: Arnaldo da Brescia nella tradizione storica. Brescia 1937.
- Antonino de Stefano: Arnaldo da Brescia e i suoi tempi. Rom 1921.
- Friedrich Wilhelm Bautz: Arnold von Brescia. In: Biographisch-Bibliographisches Kirchenlexikon (BBKL). Band 1, Bautz, Hamm 1975. 2., unveränderte Auflage. Hamm 1990, ISBN 3-88309-013-1, Sp. 232–233 (Artikel/Artikelanfang im Internet-Archive).

### Theaterstücke und Romane
- Massimo Castri: Fate tacere quell’uomo! (Theaterstück.) 1973.
- Emanuel Stickelberger: Zwischen Kaiser und Papst. Ein Roman um Arnold von Brescia. Stuttgart 1934 (erneut unter dem Titel Der Magdalenenritter 1949).
- Ernst Strüfing: Arnold von Brescia. Trauerspiel in fünf Acten.[5] Leipzig 1892.
- Leo (Tepe) van Heemstede[6]: Arnold von Brescia. Trauerspiel in 5 Aufzügen. Frankfurt am Main 1889.
- Franz Größler: Arnold von Brescia. Tragödie in 5 Akten. Stuttgart 1879.
- Joseph Victor Widmann: Arnold von Brescia. Trauerspiel in fünf Aufzügen. Frauenfeld 1866.
- Giovanni Battista Niccolini: Arnoldo von Brescia. Nebst der Biographie Arnoldo’s. Übersetzt von B. v. Lepel. Berlin 1845
  - Italienisches Original: Arnaldo da Brescia, Tragedia. Florenz 1852 (1. Auflg. 1843).
  - Englische Übersetzung von Theodosia Garrow: Arnold of Brescia. London 1846.
- Johann Jakob Bodmer: Arnold von Brescia in Rom; samt Ueberbleibseln von seiner Geschichte. (Drama in drei Aufzügen.) Zürich 1776.
- Johann Jakob Bodmer: Arnold von Brescia in Zürich. Ein religioses Schauspiel. Frankfurt 1775.